# Liste des ponts de Dunkerque
Dunkerque compte plus de 80 ponts et passerelles, pour beaucoup d'habitants ce sont de simples moyens de traverser les nombreux canaux de la ville, mais certains de ces ponts sont des monuments historiques ou des points névralgiques de la ville.

## Les ponts fixes

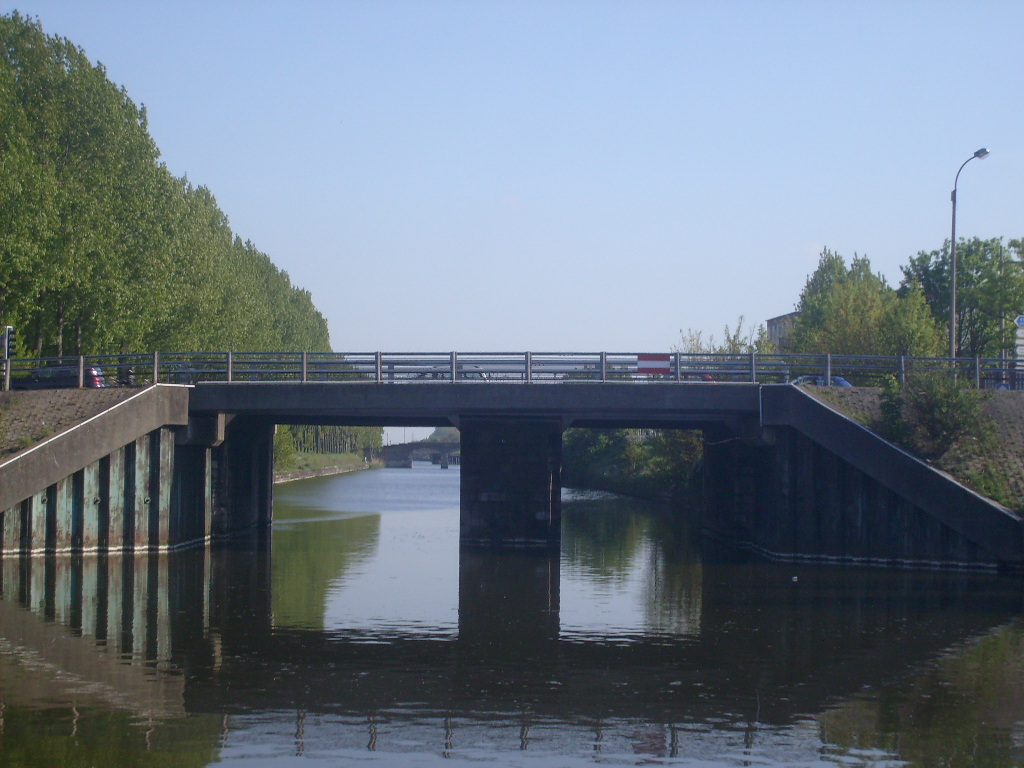
Le pont Rouge

### Le pont Rouge
C'est le pont le plus vieux de Dunkerque encore en activité, situé sur le canal de Bergues, il est l'entrée principale de la ville, il relie la rue de Paris et la rue de Calais, il a été réédifié en 1745 et 1747 et a subi des améliorations au cours du siècle dernier.

### Le pont Royal

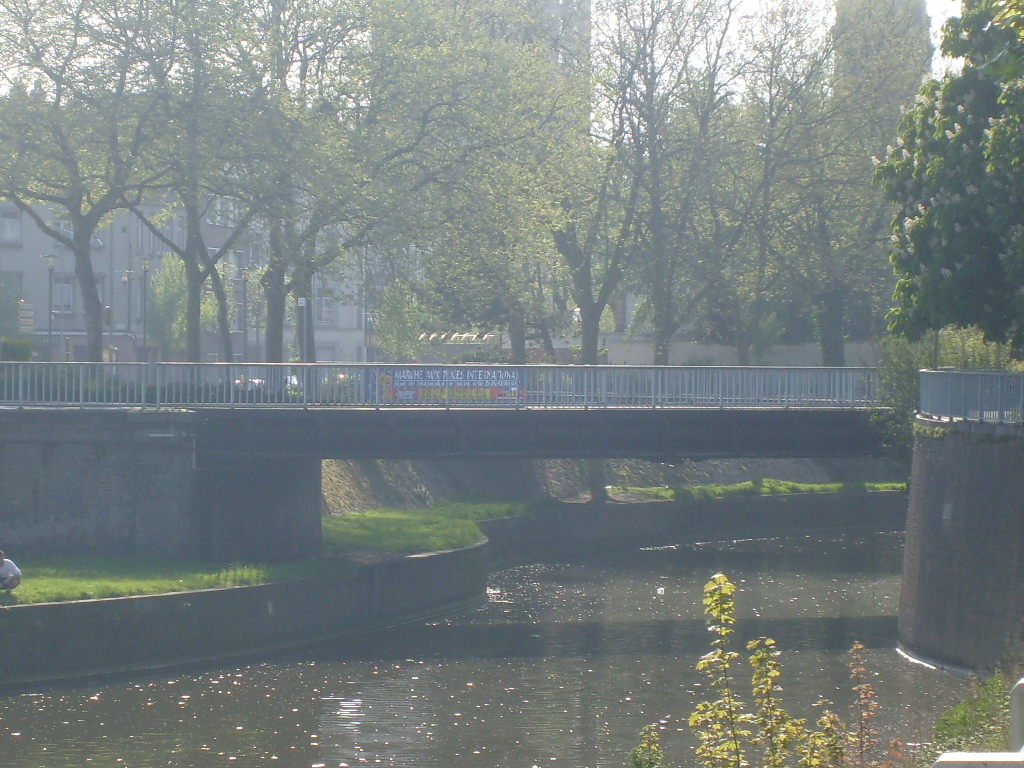
Le pont Royal

Historiquement c'était le pont-levis qui donnait sur une des portes d'entrée de Dunkerque : la porte Royale. En 1835, il est remplacé par un pont fixe qui fut transformé en 1908 et à la reconstruction de la ville à lendemain de la Seconde Guerre mondiale. Il est situé entre la place Vauban et la Rue Albert-Ier.

### La passerelle Saint-Martin (passerelle des Douanes)
Ce fut d'abord un petit pont en bois reliant la Basse-Ville au quartier de Soubise, puis en 1907, le pont de bois laisse sa place, à l'actuelle structure métallique verte reliant l'église Saint-Martin à la place du Palais de Justice.

### Le pont Saint-Martin

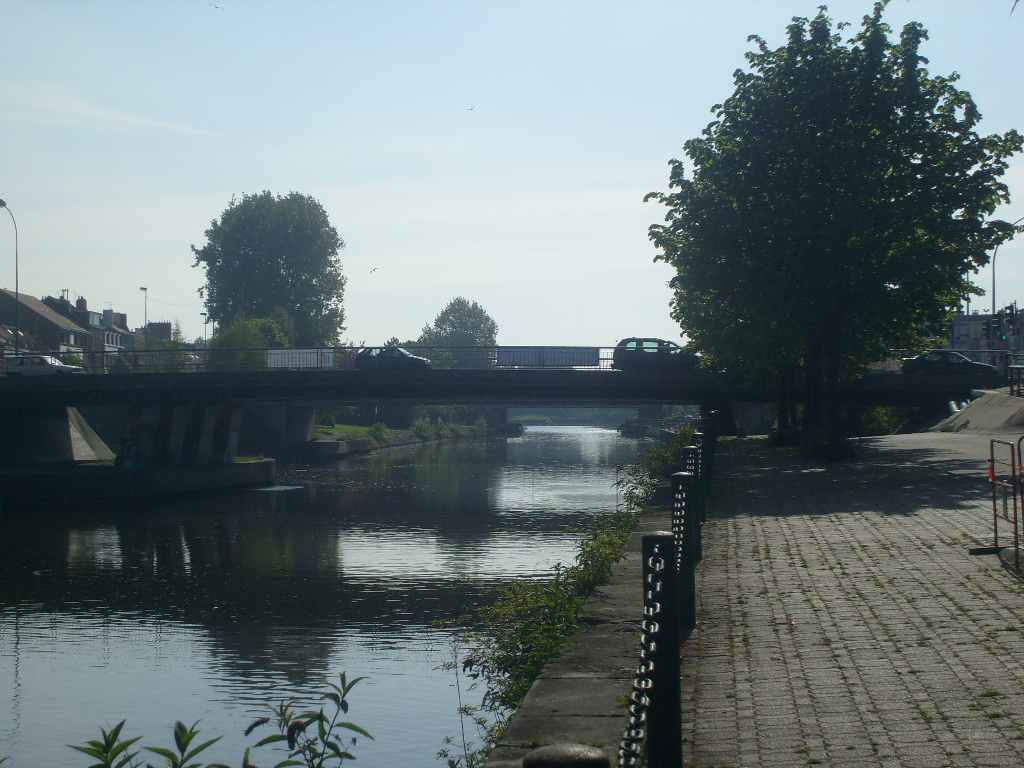
Le pont Saint-Martin

Situé à côté du « pont Rouge », il permet, via le quartier de la Basse-Ville, de rentrer dans Dunkerque Centre, construit en 1907. Etat: en service. C'est un pont en poutres en treillis

### Le Batardeau

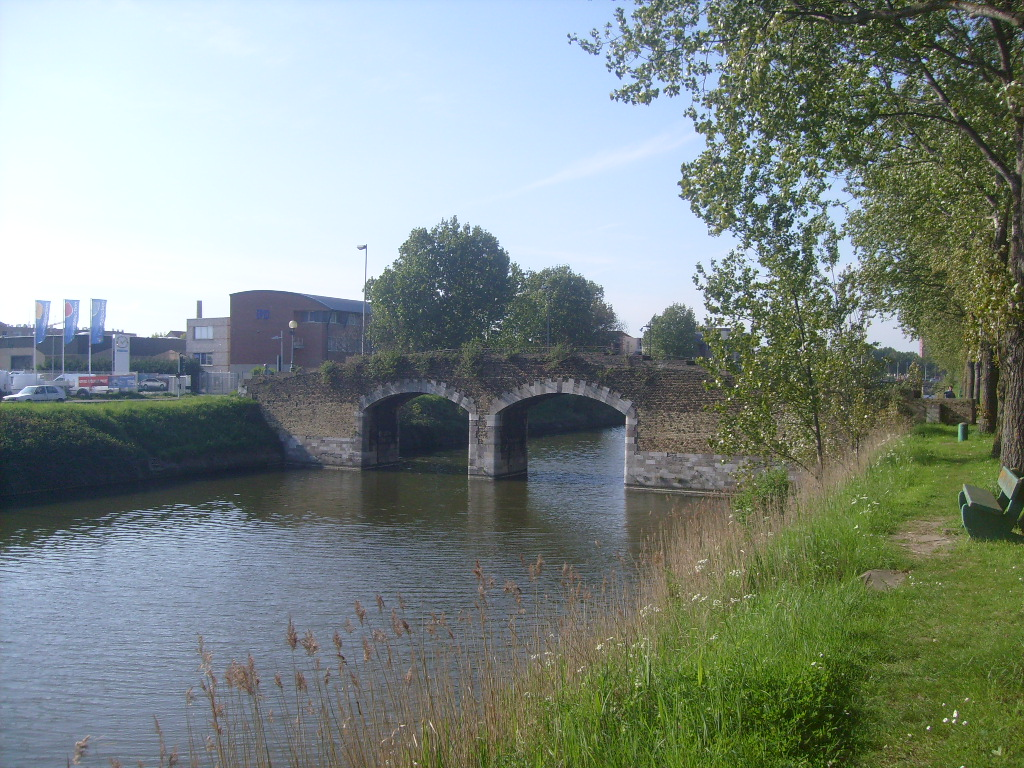
Le batardeau ou Porte d'eau

La porte d'eau du canal de Bergues, il fut édifié en 1845 lors de la construction du mur de fortification qui entoura la ville jusqu'en 1920, cette passerelle en est le dernier vestige, elle avait pour but d'empêcher toute entrée fluviale dans la ville, à l'image d'une porte traditionnelle empêchant l'accès terrestre.

### Le pont à Curé

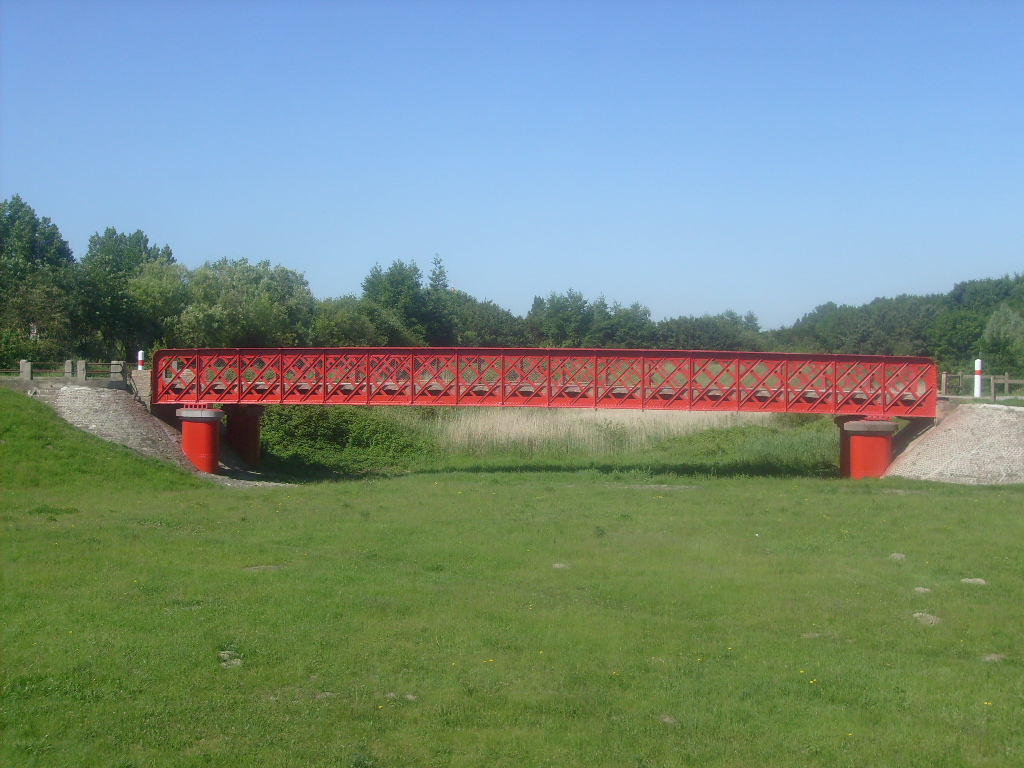
Le pont à Curé

Bâti en 1842 à la suite de la volonté du curé de Tornegat (hameau qui donna Saint-Pol-sur-Mer) de permettre l'accès au centre du village situé sur l'autre berge du canal de Mardyck par rapport à Petite-Synthe. D'abord en bois, le pont actuel fut reconstruit en métal en 1892.

### Le pont des Bains

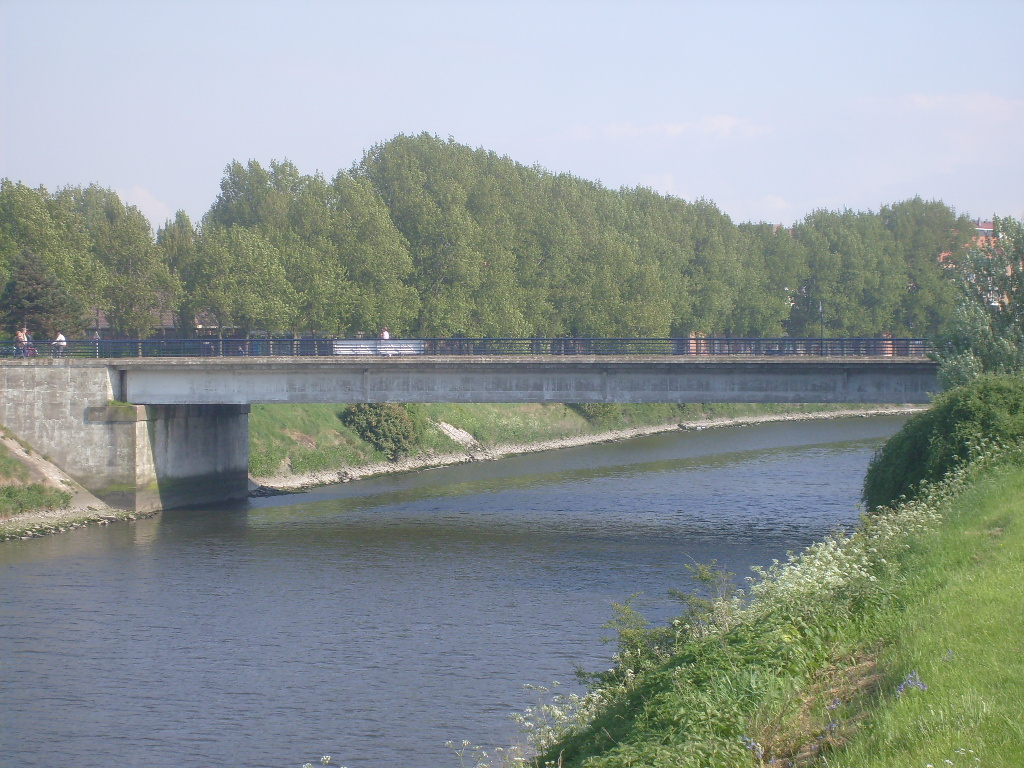
Le pont des Bains

Construit lors des années 1909-1910, originellement un pont en bois, il fut rapidement transformé pour pouvoir supporter deux voies de tramway et une voie de circulation. Reconstruit après la Seconde Guerre mondiale, il relie Malo-les-Bains à Dunkerque en connectant l'avenue des Bains à l'avenue Faidherbe.

### Les ponts «Meccano»
Le pont Carnot est le pont «meccano» le plus en aval du canal exutoire, il fut érigé en 1952 entre le quartier de la Victoire et les Glacis. Le terme « pont meccano » désigne les trois ponts faits de rivets et de métal vert, les deux autres ponts étant le Pont de Rosendaël reliant le quartier de Tribut à celui de Saint-Gilles (1957) et le Pont des Quatre-Écluses reliant Coudekerque-Branche à la Basse-Ville.

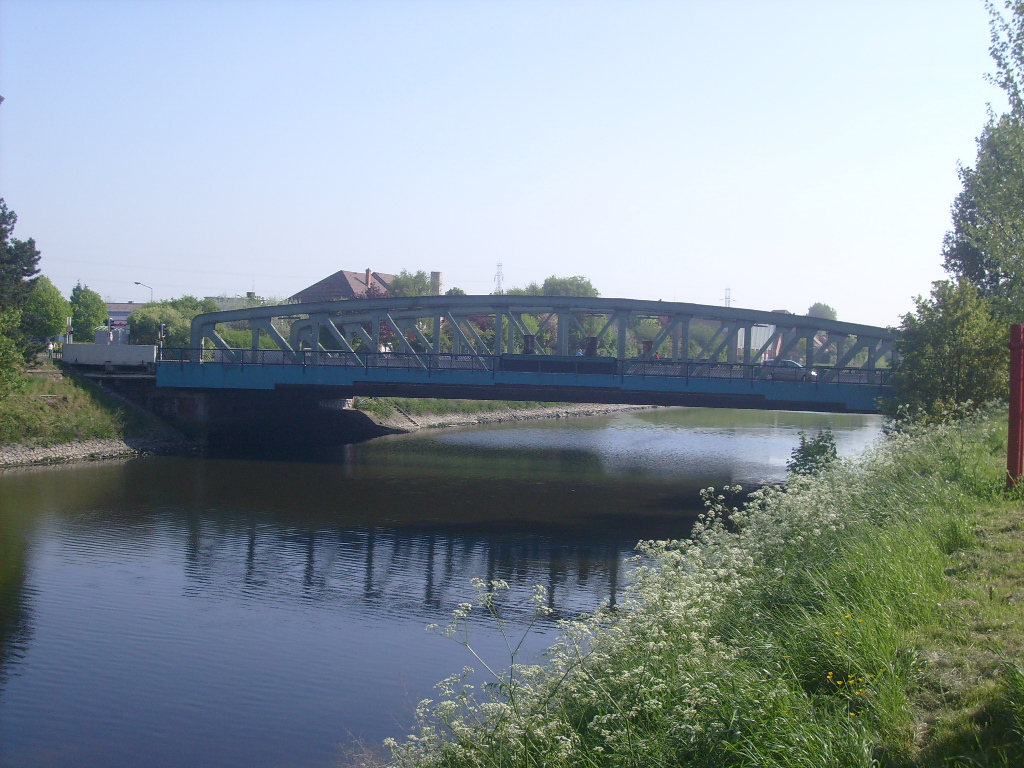
Pont de Rosendaël
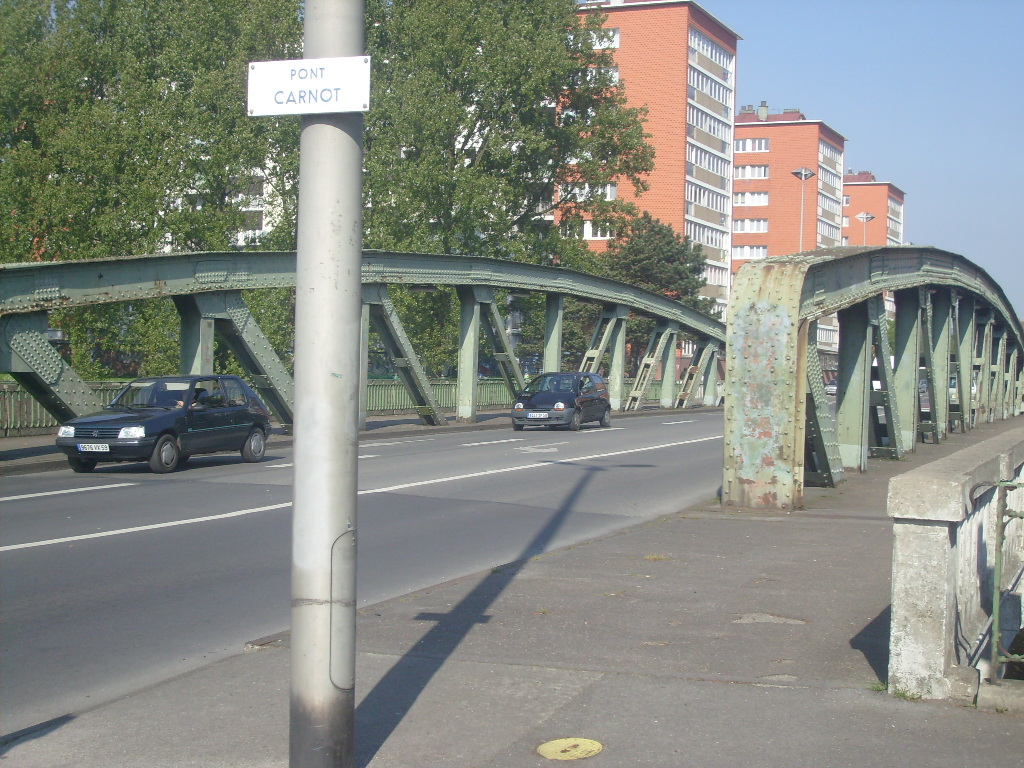
Pont Carnot
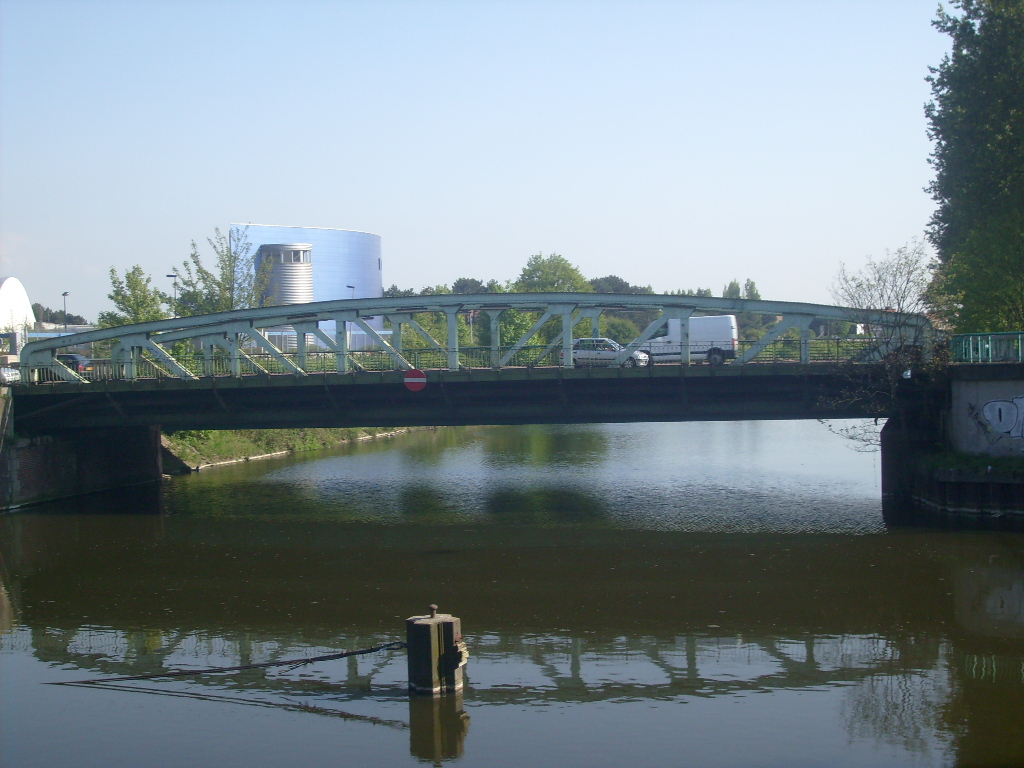
Pont des Quatre-Ecluses

## Les ponts «mobiles»

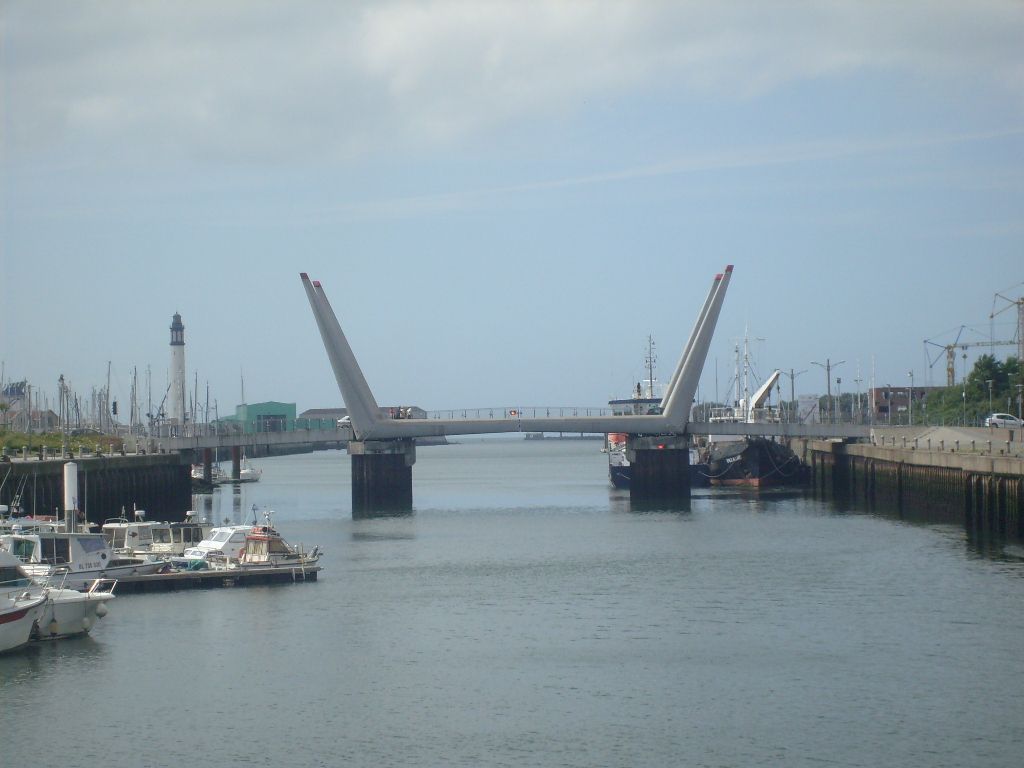
Le pont de la Bataille du Texel.

Dunkerque possède un port de plaisance, un port de pêche et un port industriel, en conséquence de quoi, l'accès doit donc être permis tant aux voitures qu'aux bateaux que ce soit un chalutier, un voilier ou un supertanker, c'est pourquoi la ville dispose de plusieurs ponts levant.

### Le pont de la Bataille du Texel
Ce pont a la particularité au regard des autres ponts levant de s'ouvrir en son milieu et donc d'avoir deux parties qui se relèvent de chaque côté du bassin. Ce pont relie la Citadelle aux quartiers de la Victoire et du Grand Large, en permettant l'accès au port de pêche.

### Les ponts des bassins

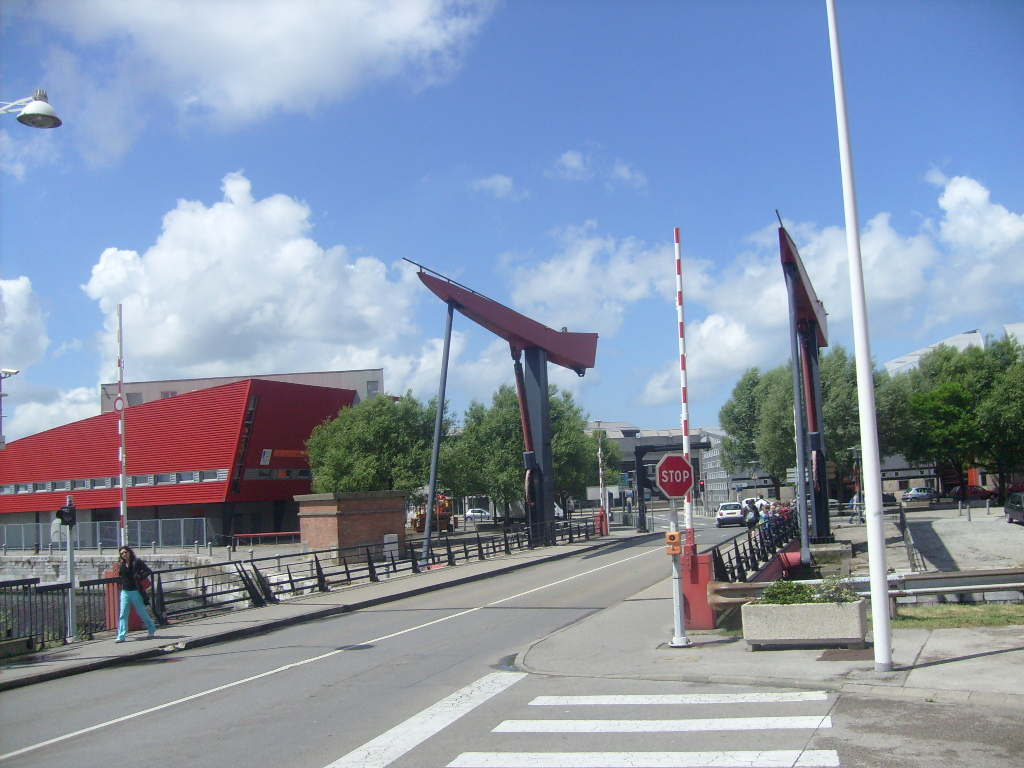
Le pont de la CUD

Le pont de L'université et  Le Pont de la Citadelle sont deux ponts rouges situés en citadelle, le premier permet l'accès au port de plaisance proche du « Pôle Marine » via le bassin de commerce « Freycinet 3 », le second relie ce port de plaisance au bassin le long du quai des Hollandais dans lequel se trouve la Duchesse Anne.

### Les ponts du port
- Le pont Trystram, c'est le pont situé au-dessus de la plus petite écluse du Port Autonome, elle laisse passer les bateaux de plaisance ainsi que les remorqueurs lorsqu'ils rentrent dans le port. Le pont, comme les deux suivants, fonctionne grâce à un contrepoids de béton qui une fois mis en mouvement permet de baisser ou de lever le pont. L'ensemble édifié en 1887 doit son nom à Jean-Baptiste Trystram.

- Le pont Wattier, écluse intermédiaire permettant le passage de bateau de taille moyenne (50 000 tonnes), elle fut mise en service en 1959[2]

- Le pont Charles-de-Gaulle, écluse la plus grande pouvant accueillir des bateaux de 100 000 tonnes, fut mise en service en 1970[2].

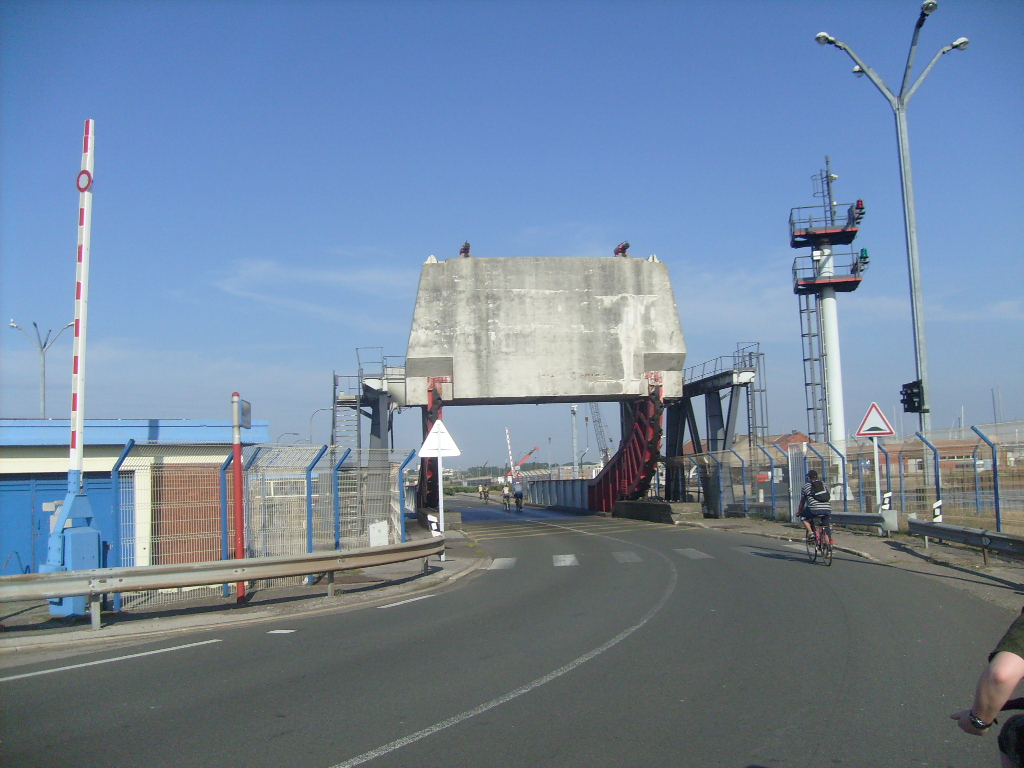
Pont Trystram
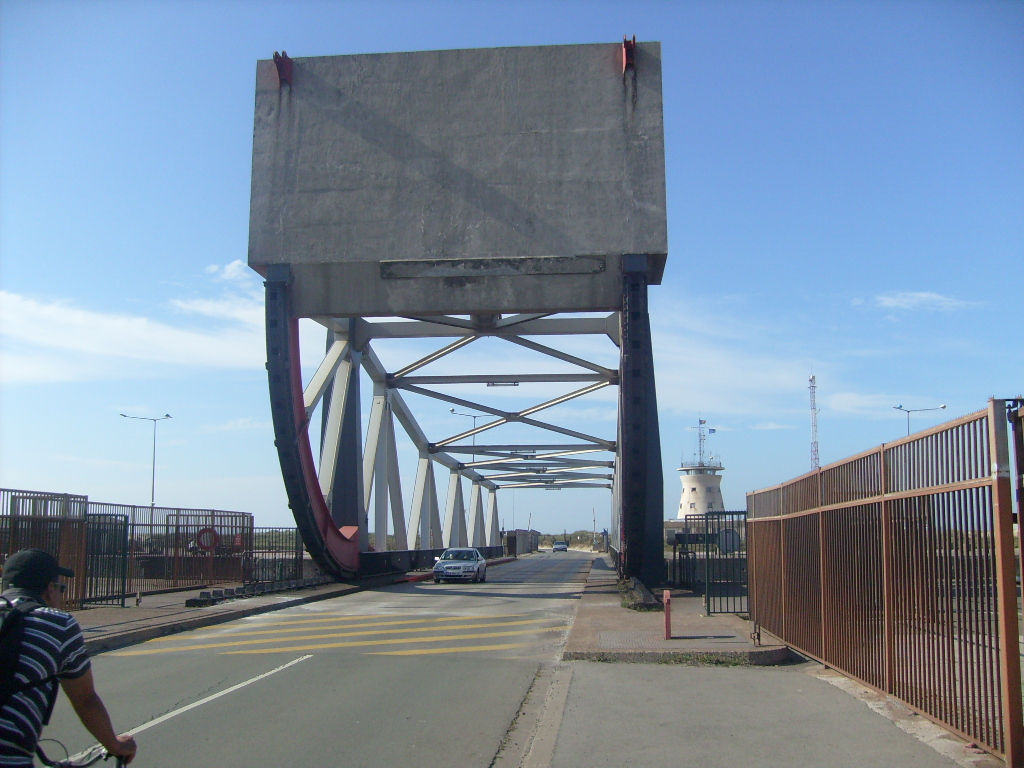
Pont Charles de Gaulle